# Coenraad Hiebendaal
Coenraad Christiaan Hiebendaal (Gorinchem, 10 aprile 1879 – Amsterdam, 3 giugno 1921) è stato un canottiere olandese.

## Carriera
Durante i suoi studi all'Università di Amsterdam, Hiebendaal partecipò ai Giochi olimpici di Parigi 1900 con la squadra Minerva Amsterdam nella gara di quattro con. Il Minerva Amsterdam riuscì a conquistare la medaglia d'argento nella finale B.

## Palmarès
| Anno | Manifestazione  | Sede   | Evento      | Risultato |
| ---- | --------------- | ------ | ----------- | --------- |
| 1900 | Giochi olimpici | Parigi | Quattro con | Argento   |